# Akiko Sugimoto
Akiko Sugimoto (杉本 章子)  (Yame, 28 de maio de 1953 - 4 de dezembro de 2015) foi uma romancista japonesa. Ela é mais conhecida por escrever ficção histórica sobre pessoas famosas que viveram durante o período Edo. 

## Vida e educação
Sugimoto nasceu em 28 de maio de 1953 na cidade de Yame, na prefeitura de Fukuoka. Quando ela tinha um ano de idade, suas pernas ficaram paralisadas pela poliomielite. Seu pai trabalhava em uma universidade e sabia muito sobre a literatura e a história japonesas. Quando criança, Sugimoto lia avidamente da biblioteca de seu pai, especialmente sua coleção de gesaku. Ela também era fascinada pelo kabuki. Depois de se formar no ensino médio, ela decidiu que queria viver independentemente de seus pais e se mudou para a prefeitura de Okayama, onde estudou na Universidade Notre Dame Seishin. Mais tarde, ela obteve um mestrado na Universidade Kinjo Gakuin em 1978. Sua tese de mestrado foi sobre Terakado Seiken.

## Carreira
Sugimoto revisitou Terakado como tema de sua história de estreia, Otoko no kiseki (男の軌跡). Seu primeiro romance, Sharaku Maboroshi (写楽まぼろし)  foi publicado em 1983. É sobre Tsutaya Jusaburo, a editora do pintor Sharaku. Seu romance de 1988, Tōkyō Shin Ōhashi Uchūzu (東京新大橋雨中図), ganhou o 100º Prêmio Naoki ao lado de Shizuko Tōdō. Em 1990, ela escreveu Bakudan Karaku (爆弾可楽) que era sobre um dos rakugoka que usava o nome artístico de Sanshōtei Karaku. Embora ela escrevesse principalmente sobre o período Edo, às vezes também escrevia sobre o período Meiji, como em Zan'ei (残映) de 1995, que foi publicado no Asahi Shinbun ao longo de um ano.
Em 2002, seu romance Osuzu Shintaro Ninjo Shimatsu Cho (おすず―信太郎人情始末帖) ganhou o prêmio Gishū Nakayama. O livro virou série, que terminou em 2008. Foi a primeira série dela e a única que ela completou.
Sugimoto morreu de câncer de mama em 4 de dezembro de 2015.